# 梁皓妤
梁皓妤（英語：Ruby Leung，1990年4月2日—），前香港女警員，曾擔任香港電台電視部節目《警訊》主持。

## 個人生平
梁皓妤曾就讀於聖保祿學校，畢業於香港樹仁大學新聞與傳播學系，2005年，為參加馬來西亞公開游泳錦標賽3個項目；2012年，曾在亞洲電視有限公司（直至2016年4月2日午夜終止廣播）新聞報導員工作，專門報導勞工、父母與子女溝通消息及香港迪士尼樂園等新聞。
梁皓妤在2014年3月3日加入香港警察，在2017年3月25日，接替即將離任《警訊》主持甄淑賢職務，其駐守過軍裝巡邏小隊、報案室、東區特別職務隊等。直至2017年4月1日梁皓妤正式擔任主持《警訊》節目。直到2020年4月1日她被調去其他職務不再擔任《警訊》主持節目。
有傳梁皓妤為香港電影《對倒》內，記者變成警察執行鎮壓任務之原型，但已為電影導演在2018年4月6日公映時否認，指導演和編劇是參考了另一名梁姓督察前記者，一次被指推打請願者的情況。而梁皓妤在職時是警員，並非督察級。